# Sociobiology: The New Synthesis
Sociobiology: The New Synthesis (tradução livre: Sociobiologia: A Nova Síntese) de Edward Osborne Wilson publicado em Junho de 1975. Este livro baseado em fatos e teoria procura apresentar um quadro geral e claro do rápido desenvolvimento da Sociobiologia. A sociociobiologia é o estudo, do ponto de vista biológico, dos comportamentos sociais encontrados nos animais, inclusive nos humanos. Este livro provocou intenso debate acerca da teoria sociobiológica durante as décadas de 1970 e 1980.
Uma análise da controvérsia sociobiológica pode ser encontrada em Sociobiologia: Senso ou Contrassenso? de Michael Ruse.